# Sint-Clemenskerk (Minderhout)

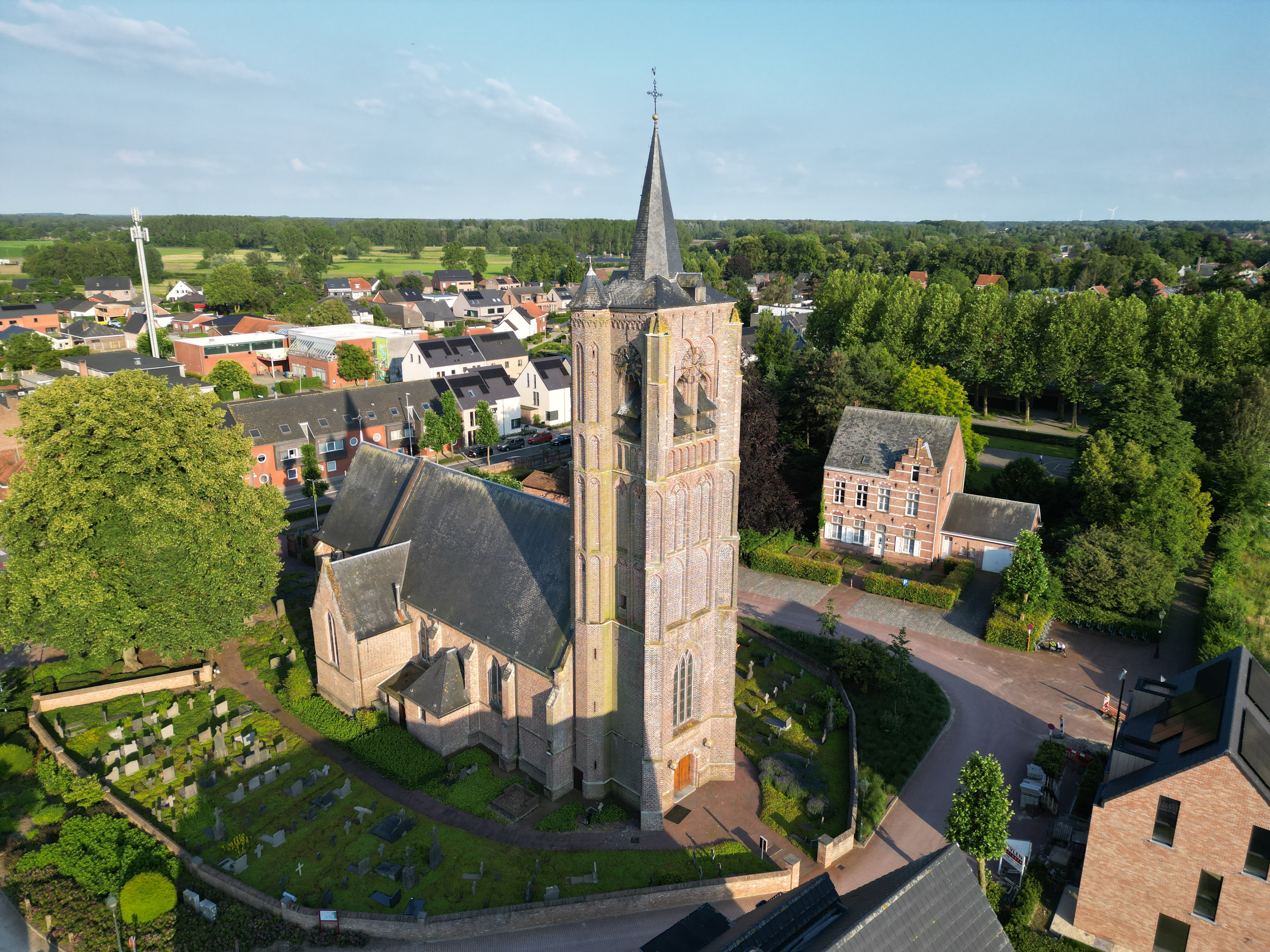
Sint-Clemenskerk en pastorie - 23 juni 2024

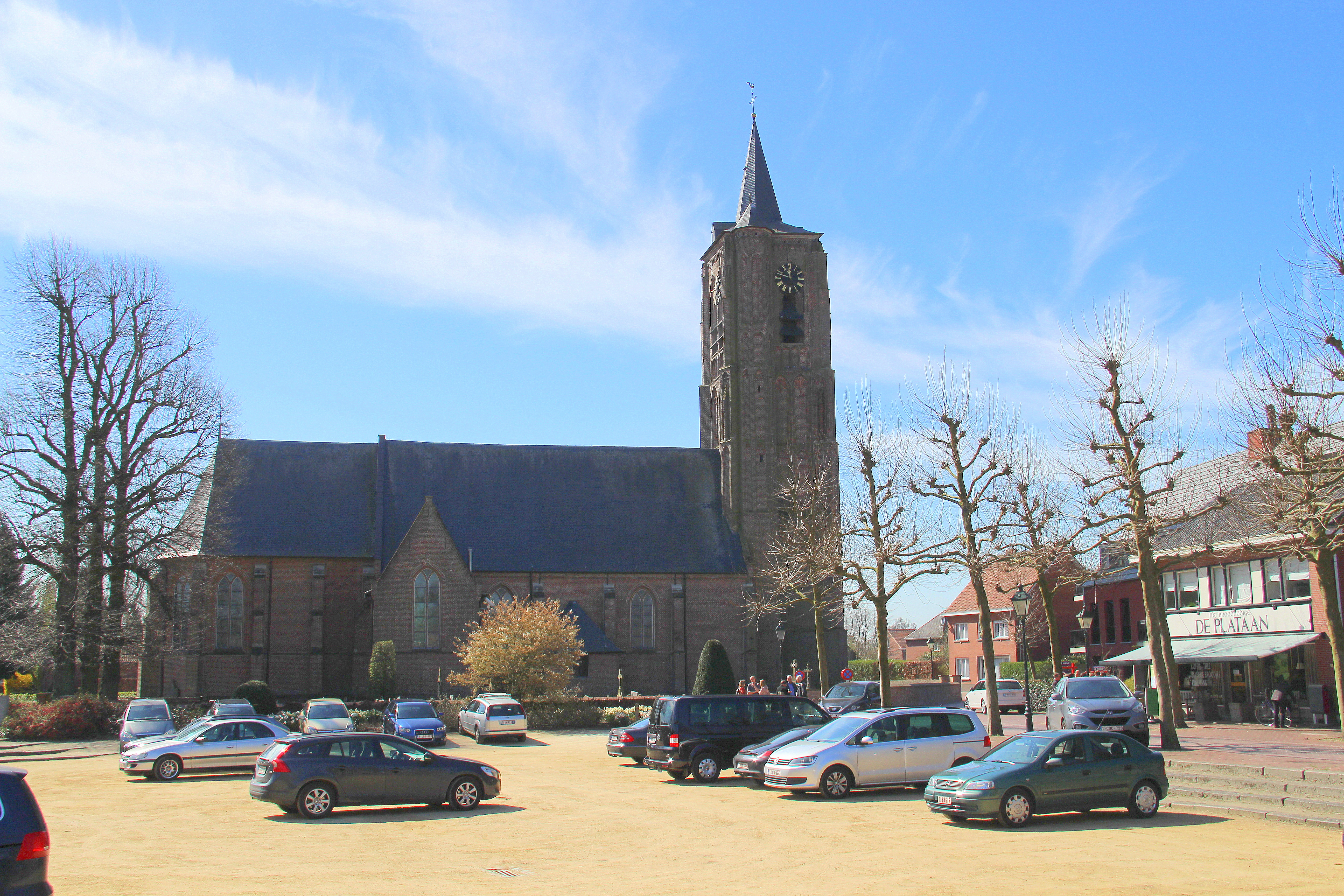
Sint-Clemenskerk

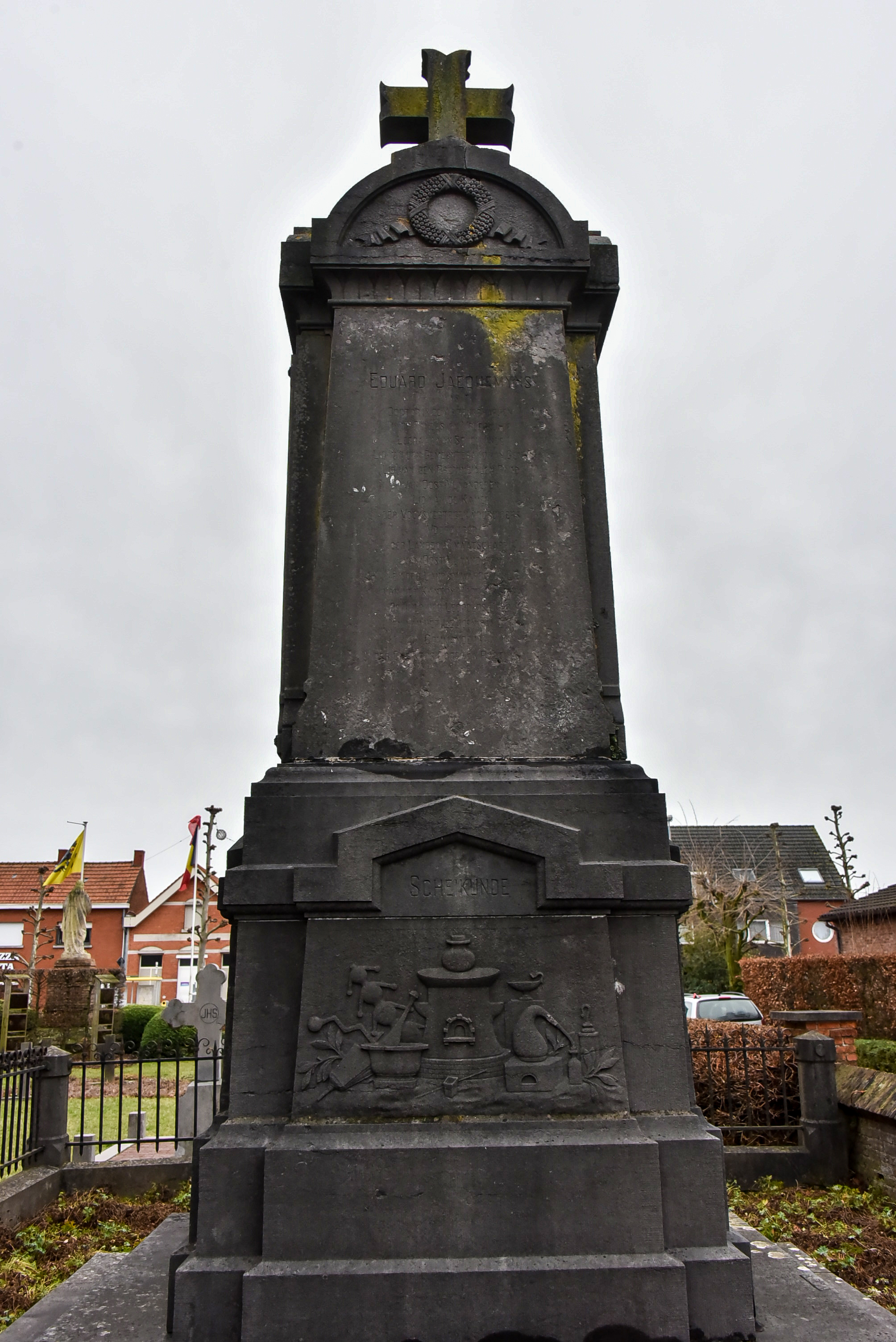
Monument voor Edouard Jaequemyns op het kerkhof van Minderhout

De Sint-Clemenskerk is de parochiekerk van de tot de Antwerpse gemeente Hoogstraten behorende plaats Minderhout, gelegen aan Minderhoutdorp. De kerk is toegewijd aan de martelaar Paus Clemens I.

## Geschiedenis
Aanvankelijk was er een kerkje in de zetel van de heerlijkheid. Het patronaatsrecht hiervan werd in 1238 door de toenmalige heer, Rogier van den Hout, geschonken aan de Sint-Michielsabdij te Antwerpen. Tot 1811 was er daadwerkelijk een pastoor die vanuit de norbertijnenabdij was benoemd.
Vanaf 1451 werd de oude kerk afgebroken en een nieuwe, grotere, kerk gebouwd. Vanwege geldgebrek sleepte de bouw zich voort over tientallen jaren. Vermoedelijk is begonnen met het koor, daarna volgden kerkschip en transept en uiteindelijk de toren.
Vooral tijdens de godsdiensttwisten (2e helft 16e eeuw) werd de kerk ook wel als schuilplaats gebruikt. In de loop van de 17e eeuw werd de kerk weer hersteld, vergroot en verfraaid.
Tijdens de beloken tijd (1796-1801) maakten de gelovigen gebruik van een noodkerk te Castelré, op Nederlands grondgebied waar geen geloofsvervolging was.
Hoewel er in de jaren '70 van de 20e eeuw nog plannen bestonden om een nieuwe kerk te bouwen, werd uiteindelijk besloten tot restauratie, die in 1988-1992 plaatsvond.

## Gebouw
Het betreft een georiënteerd bakstenen kerkgebouw in de stijl van de Kempense gotiek. Het is een éénbeukige kruiskerk uit de 15e en begin 16e eeuw. De voorgebouwde toren heeft vijf geledingen. De kerk heeft een driezijdig afgesloten koor.

## Interieur
Tot de schilderijen behoort een Marteldood van de Heilige Clemens uit het 2e kwart van de 17e eeuw.